# Belägringen av Riga (1621)
Belägringen av Riga var en viktig händelse under andra polska kriget 1 augusti - 16 september 1621. Svenska styrkor belägrade och lyckades inta den strategiskt viktiga och rika polskkontrollerade staden Riga.

## Upptakt
Andra polska kriget hade pågått i omgångar sedan år 1600. I krigets inledande skede hade Polen haft övertaget, men ett stillestånd hade slutits, som sedan förlängts i omgångar med mindre avbrott av stridigheter. 29 september 1620 gick ett tvåårigt stillestånd mellan länderna ut, och Gustav II Adolf hade bestämt sig för att äntligen få till ett avgörande i kriget. 
Den 24 juli 1621 avseglade en större flotta under befäl av svenske kungen ut från Älvsnabben i Stockholms södra skärgård, och 1 augusti 1621 ankom flottan om 148 skepp och 10 jakter till relativt svagt försvarade Riga, den viktigaste staden i Livland. Styrkorna landsattes mellan den 5 och 8 augusti nära Dünamünde. Svenskarna fordrade stadens kapitulation, men då detta nekades började belägringen.

## Belägringen
Kungen hade kort efter ankomsten försökt erövra en holme i Dünafloden utanför staden, men så när förlorat livet, och såg därför till att planlägga nästa anfall bättre. 23 augusti inleddes den svenska artilleribeskjutningen. Efter sex dagars beskjutning med över 6 000 kanonkulor hade man skjutit sönder den så kallade "Sandporten" och skadat bröstvärnen avsevärt, och började fylla vallgraven med faskiner för att underlätta övergång. 
Natten mellan 29 och 30 augusti gjordes ett första stormningsförsök, som slogs tillbaka. Den litauiske fältherren Radziwill hade nu börjat skicka patruller på södra sidan om Dünafloden, och Gustaf Adolf började även oroa sig för ett eventuellt ryskt anfall och försökte därför forcera intagandet av staden. 2 september sändes en ny parlamentär in i staden, men som parlamentären dröjde med sin återkomst gjordes ett nytt stormningsförsök. Man erövrade stadens vallar. Försvararna hade dock minerat vallarna som sprängdes och svenskarna tvingades tillbaka. 5 september återkom svenskarnas parlamentär, och meddelade att Rigaborna genom att Gustav II Adolf gett order om anfall innan förhandlingarna avslutats förlorat förtroendet för kungen, och nu vägrade ge upp staden. 
Beskjutningen av staden fortsatte fram till 12 september, då en ny parlamentär skickades fram. Man ville ge staden en sista chans att kapitulera innan man genomförde en ny stormning. Staden fick sex timmar på sig att svara. Rigaborna som fortfarande hoppades på undsättning, försökte fördröja förhandlingarna, och bad om tre dagars vapenvila. Efter långa förhandlingar gav slutligen Gustaf Adolf staden uppskov till 14 september med sitt svar. Staden, vars försvarsförmåga redan var på upphällningen, såg fördröjningen som sitt enda vapen, och lyckades på utsagt datum få avvakta till nästa dag med sitt svar, men därefter kunde man inte uppskjuta det ofrånkomliga längre. 16 september tågade kungen in i staden.
Jesper Mattson Cruus af Edeby utsågs till ståthållare i den intagna staden. Gustaf Horn (som sårats under belägringen) och Johan Banér slogs till riddare för visad tapperhet under striderna.